# Castroponce
Castroponce es un municipio y localidad de España al noroeste de la provincia de Valladolid, comunidad autónoma de Castilla y León, perteneciente a la comarca de Tierra de Campos.

## Historia

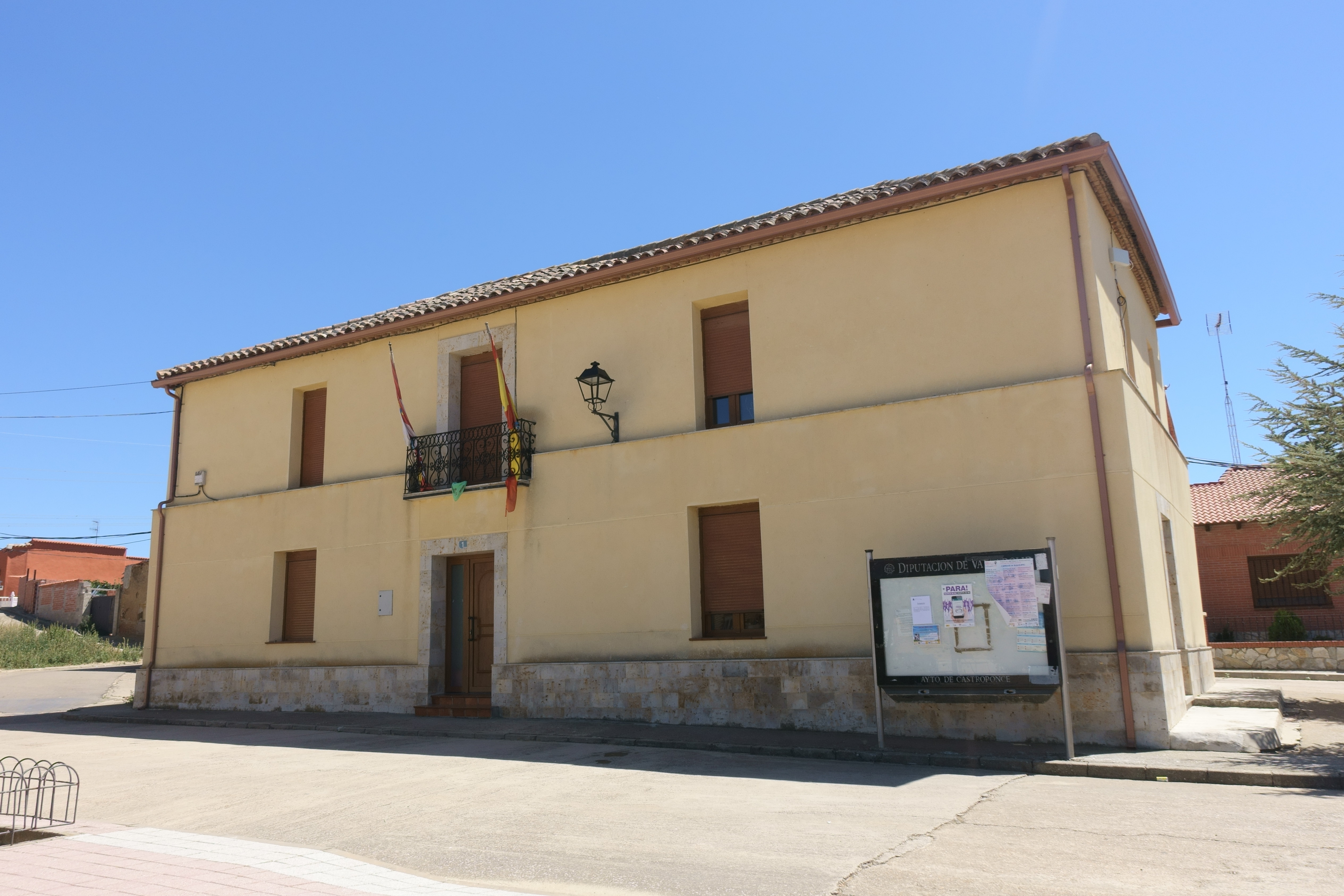
Casa consistorial

Hasta la mitad del siglo XII fue conocido como Castrodonín. Existen restos celtíberos y romanos en el municipio. El yacimiento prerromano localizado en el cerro La Fortaleza, nos demuestra que existió un antiguo e importante asentamiento durante la Edad Media, debido a sus posibilidades geográficas defensivas se tienen noticias de la existencia de un castillo, del que perduran algunos vestigios que se confunden con el cerro en el que se encontraba asentado.
Durante la Alta Edad Media, el castillo de Castroponce fue una de las fortalezas que integraban la línea de defensa del Reino de León frente al de Castilla, dentro de la línea fronteriza entre ambos reinos fijada por el Tratado de Fresno-Lavandera en 1183. Sin embargo, más tarde, en el año 1196 el castillo fue tomado por las tropas castellanas de Alfonso VIII.
Posteriormente, en la Edad Moderna, Castroponce estuvo integrado en la provincia de León, tal y como recoge en el siglo XVIII Tomás López en Mapa geográfico de una parte de la Provincia de León. No obstante, al reestructurarse las provincias y crearse las actuales en 1833, Castroponce pasó a formar parte de la provincia de Valladolid, pasando a integrarse con ello en la región de Castilla la Vieja.
En 1961 durante el invierno, la parte baja del municipio quedó destruida a causa del desbordamiento del río Valderaduey, años más tarde se construyó el Pueblo Nuevo, cercano al anterior, por lo que en la actualidad está compuesto por dos pueblos: El Viejo y el Nuevo.

## Geografía humana

### Demografía
Cuenta con una población de 128 habitantes (INE 2024).
| Gráfica de evolución demográfica de Castroponce entre 1842 y 2021                                                     |
| |
| Población de derecho según los censos de población del INE. Población de hecho según los censos de población del INE. |

## Monumentos y lugares de interés

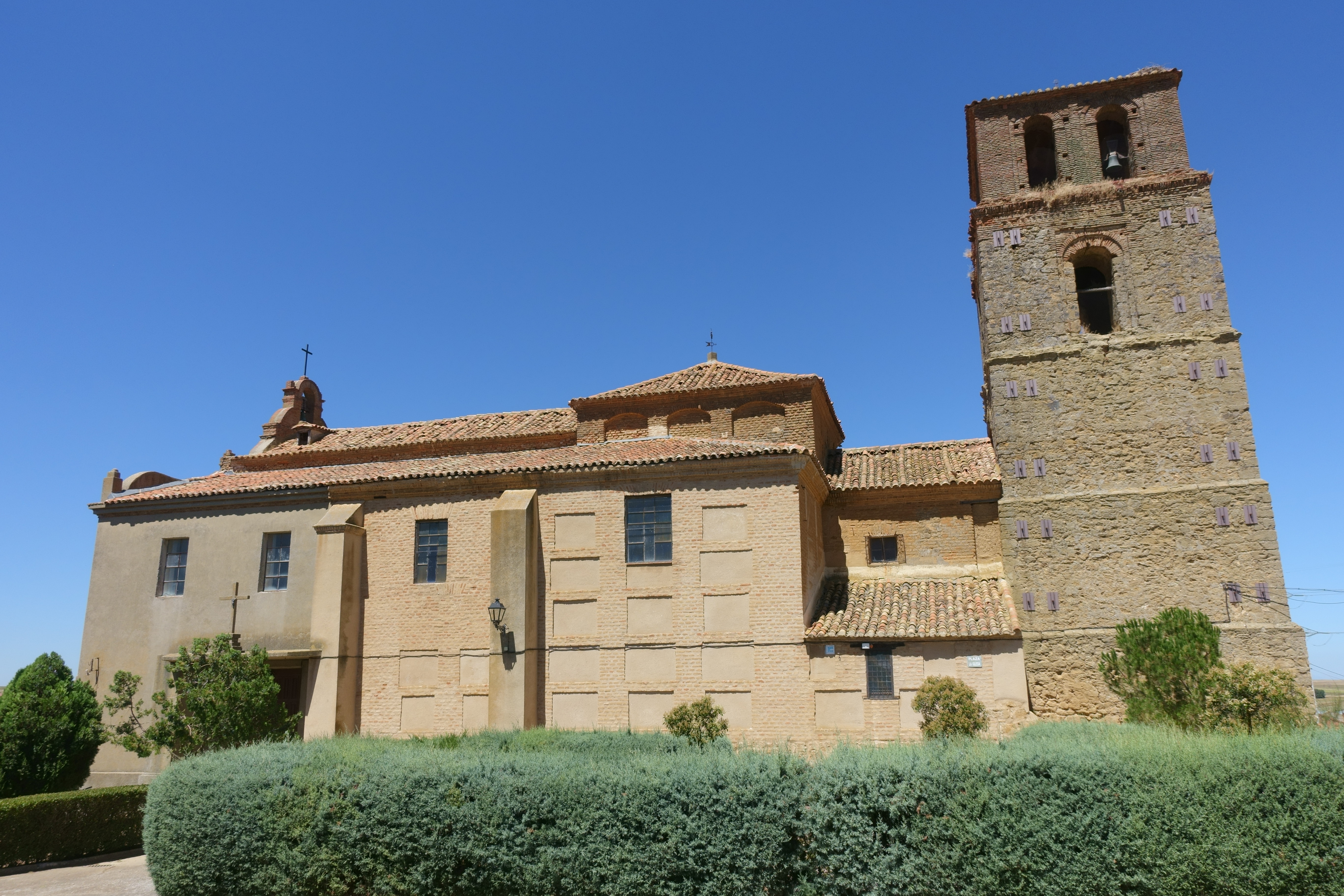
Iglesia de Santa María

Iglesia de Santa María: edificio construido con materiales típicos de Tierra de Campos: barro crudo, en adobes y cocido, en ladrillos.
Cuenta con tres naves separadas por pilares que sostienen arcos de medio punto, que están cubiertas por bóvedas de arista y su crucero y capilla mayor con bóveda de cañón con lunetos. A los pies del templo existe una pequeña espada que porta un cimbalillo.
Destacan algunas esculturas de Tomás de la Sierra; La de la Asunción preside el retablo mayor barroco del siglo XVII, flanqueada por San Pedro y San Pablo y el San Miguel Arcángel que lo remata; La de San Juan Bautista y Santa Inés ubicadas en los altares del Evangelio donde se encuentra la sacristía. En el Coro se localiza una pintura de San Judas Tadeo de 1750 y una imagen de la Virgen con el Niño que denota una posible influencia de Alonso Berruguete.
En la Sacristía destaca una cruz parroquial de plata del año 1575, la orfebrería litúrgica y una cajonera.

## Cultura

### Fiestas
En Navidad se celebra La Corderada, manifestación típica popular de estas fiestas que tiene lugar al finalizar la Misa del gallo de Nochebuena, en la que los vecinos van ofreciendo, entre típicas canciones sus ofrendas al niño Jesús.
La festividad principal es la de la Octava, en honor al Corpus, festividad en la que los mozos cortaban el árbol del ayuntamiento, un pino a las afueras del pueblo, y colocan sus ramas en las ventanas de las mozas a las que pretenden.
La fiesta del verano es el primer domingo de agosto, también llamada fiesta del pueblo nuevo.